# Џони Реп
Џони Реп (хол. John Nicholaas Rep; Зандам, 25. новембар 1951) бивши је холандски фудбалер.

## Каријера
У каријери је наступао за Ајакс, Валенсију, Бастију, Сент Етјен, ПЕК Зволе, Фајенорд Ротердам и Харлем. Играо је на позицији десног крила.
Реп је постигао одлучујући гол у финалу Купа европских шампиона 1973. године за Ајакс из Амстердама, против италијанског Јувентуса. Утакмица је одиграна у Београду на стадиону Црвене звезде. Такође је помогао екипи Бастије да се квалификује у финале Купа УЕФА 1978. године.
Са репрезентацијом Холандије играо два пута финале Светског првенства, прво 1974. године одржаном у Западној Немачкој и потом 1978. године у Аргентини, оба пута су поражени од домаћина првенства. За репрезентацију је наступио укупно 42 пута и постигао 12 голова.

## Успеси
Ајакс
- Ередивизија: 1971/72, 1972/73.
- Куп европских шампиона: 1972, 1973.
- Европски суперкуп: 1972, 1973.
- Интерконтинентални куп: 1972.

Бастија
- Куп УЕФА финале: 1978.

Сент-Етјен
- Лига 1: 1981.

Холандија
- Светско првенство финале: 1974, 1978.
- Европско првенство треће место: 1976.

Индивидуални
- Најбољи страни играч у француској лиги: 1977/78.[2]